# Szabó Ádám (labdarúgó, 1988)
Szabó Ádám (Budapest, 1988. január 2. –) magyar labdarúgó, középpályás. Egyszeres magyar bajnok.

## Pályafutása
A Sándor Károly Akadémián nevelkedett, az MTK-ban mutatkozott be az élvonalban, amelynek színeiben 2008-ban bajnokságot nyert. 2012 februárjában szóba került, hogy a középpályás négy évre Debrecenbe igazol, ám a Debreceni VSC, a Mezőkövesd és a játékos között végül olyan megállapodás született, amely szerint Szabó Ádám az MTK-tól való távozása után Mezőkövesdre igazolt. 2012 májusában a bundaügyben gyanúsítottként hallgatták ki.

## Sikerei, díjai
- MTK Budapest FC:
  - Magyar bajnok: 2007–08